# Sakura Oda
Sakura Oda (小田 さくら Oda Sakura?,  Zama, Prefectura de Kanagawa, Japón, 12 de marzo de 1999) es una cantante de pop y bailarina japonesa. Oda es miembro del grupo femenino Morning Musume, como parte de la undécima generación. Antes de unirse a Morning Musume, Oda era miembro de Hello Pro Kenshusei.

## Carrera
En el verano de 2011, Oda participó en la audición para unirse a la segunda generación del grupo Angerme, pero no aprobó. En noviembre de 2011, fue colocada en el proyecto musical para aprendices, Hello! Pro Egg, que más tarde fue rebautizado como "Hello! Pro Kenshūsei".
A mediados de 2012, Oda participó en otra audición, está vez para intentar unirse a la undécima generación de Morning Musume, en la que participaron 7.000 postulantes. Oda avanzó a la ronda final junto con otras cinco jóvenes. El 14 de septiembre de 2012, en una visita al Morning Musume 15th Anniversary Concert Tour celebradp en el Harmony Hall Zama en Kanagawa (la prefectura natal de Oda), se anunció que Oda fue la única elegida para unirse al grupo.

## Vida personal
El apodo de Oda en Hello! Pro Kenshūsei era Sakura. Oda es una gran admiradora de Ai Takahashi y Risa Niigaki por sus habilidades de canto, y de Saki Nakajima por sus habilidades de baile.

## Grupo y unidades de Hello! Project
- Hello! Pro Egg (2011–2012)
- Morning Musume (2012–presente)
- ODATOMO (2014-2016)
- Morning Musume 20th (2017-2018)

## Discografía

### Singles
Morning Musume
- "Help Me!!" (2013)
- "Brainstorming / Kimi Sae Ireba Nani mo Iranai" (2013)
- "Wagamama Ki no Mama Ai no Joke / Ai no Gundan" (2013)
- "Egao no Kimi wa Taiyō sa / Kimi no Kawari wa Iyashinai / What is Love?"  (2014)
- "Toki o Koe Sora o Koe / Password is 0" (2014)
- "Tiki Bun / Shabadaba Dū / Mikaeri Bijin]]" (2014)
- "Seishun Kozo ga Naiteiru / Yūgure wa Ameagari / Ima Koko Kara" (2015)
- "Oh My Wish! / Sukatto My Heart / Ima Sugu Tobikomu Yūki" (2015)
- "Tsumetai Kaze to Kataomoi / Endless Sky / One and Only" (2015)
- "Utakata Saturday Night! / The Vision / Tokyo to Iu Katasumi" (2016)
- "Sexy Cat no Enzetsu / Mukidashi de Mukiatte / Sou Janai" (2016)
- "BRAND NEW MORNING / Jealousy Jealousy" (2017)
- "Jama Shinaide Here We Go! / Dokyū no Go Sign / Wakaindashi!" (2017)
- "Are you Happy' / A gonna" (2018)
- "Furari Ginza / Jiyuu na Kuni Dakara/ Y Jiro no Tochuu" (2018)
- "Seishun Night / Jinsei Blues" (2019)
- "KOKORO&KARADA / LOVEpedia / Ningen Kankei No way way"(2020)
- "Junjou Evidence / Gyuusaretai Dake na no ni" (2020)
- ''Teenage Solution / Yoshi Yoshi Shite Hoshii no / Beat no Wakusei'' (2021)
- ''Chu Chu Chu Bokura no Mirai / Dai・Jinsei Never Been Better!'' (2022)
- ''Swing Swing Paradise / Happy birthday to Me!'' (2022)
- Suggoi FEVER! / Wake-up Call ~Mezameru Toki~ / Neverending Shine'' (2023)